# Pavement (groupe)
Pour les articles homonymes, voir Pavement (homonymie).
Pavement  est un groupe de rock indépendant américain, originaire de Stockton, en Californie. Il est connu notamment pour son style lo-fi qui a eu une grande influence.

## Biographie

### Débuts etSlanted and Enchanted
Le groupe est formé en 1989, à Stockton, en Californie, par Stephen Malkmus et un ami de longue date Scott Kannberg. Ces deux guitaristes-chanteurs sont alors connus sous leurs pseudonymes respectifs S.M. et Spiral Stairs. Ils sont bientôt rejoints par le batteur Gary Young qui met à disposition son home-studio pour l'enregistrement du premier EP Slay Tracks. Celui-ci est édité en 1989 sur le label auto-financé Treble Kicker et ce uniquement aux États-Unis. En 1990 et 1991, deux EP, Demolition Plot J-7 et Summer Babe, et un mini-album, Perfect Sound Forever, sortent sur le label américain Drag City. Le charme lo-fi de Summer Babe assure finalement au groupe un contrat avec le label anglais Big Cat.
Le bassiste Mark Ibold et le percussionniste Bob Nastanovich les rejoignent alors et ils sortent leur premier album, Slanted and Enchanted en 1992. Cet album devient un succès avec, selon allmusic guide, son style de son combinant dissonance chaotique et brisures de mélodies cristallines et ses paroles cryptiques et laconiques. L'influence la plus visible est celui du groupe de rock anglais The Fall, quoique Kannberg ait dit préférer le groupe The Replacements à The Fall. Une compilation des premiers EP, Westing (by Musket and Sextant) sort un an plus tard en 1993.

### Crooked Rain, Crooked Rain
Pendant la tournée Slanted and Enchanted, le comportement excentrique de Gary Young commence à poser un problème pour le reste du groupe. Le groupe ne comprendra qu'après quelques dates que Young avait de gros problèmes d'alcool. Malkmus expliquera plus tard à Tape Op, « On savait qu'il réagissait comme un hippie, mais on ne savait pas qu'il avait des problèmes d'alcool. On l'a découvert en tournée parce qu'il était nerveux et malade... C'est pourquoi j'ai laissé entrer Bob... 'Pour continuer à jouer si Gary claque'. » En 1993, Malkmus tente d'enregistrer quelques nouveaux morceaux au studio de Young mais sans succès. Le chanteur déclarera : « Quelque part, on ne voulait plus enregistrer avec lui, mais on était trop gentil pour virer les membres ou alors on ne voulait pas en parler... On a essayé d'enregistrer ici, mais ça n'allait pas, le studio n'était pas prêt, et Young buvait toujours comme un trou. »
À la fin de la tournée 1993 en Australie, au Japon, et en Europe, le groupe se réunit dans une chambre d'hôtel à Copenhague où Malkmus, Kannberg et Ibold resteront silencieux tandis que Nastanovich (le meilleur ami de Young à cette période) s'embrouille avec le batteur et l'informe que sa présence n'était pas nécessaire. Young finira par quitter le groupe. Il est remplacé par Steve West, qui était garde de sécurité au Whitney Museum of American Art avec Malkmus et David Berman.
Le groupe publie son deuxième album studio, Crooked Rain, Crooked Rain, en 1994. La rotation régulière de ce disque sur les radios et MTV accroit la renommée du groupe dans la lo-fi. Les paroles d'un autre single de l'album, Range Life, critiquent les stars du rock alternatif The Smashing Pumpkins et les Stone Temple Pilots. Malkmus insiste pendant des années sur le fait que ses paroles ne sont pas à prendre au premier degré, et qu'elles sont chantées d'un point de vue du hippie dans la chanson. Les versions lives du morceau substitueront les noms de The Spice Girls, Counting Crows, ou Stone Temple Pilots. En réponse à cela, le chanteur des Smashing Pumpkins, Billy Corgan, menacera de quitter son groupe prévu pour le Lollapalooza Festival si Pavement jouait. Corgan et Malkmus ont échangé des piques par presse interposée plusieurs années après cet événement,.

### Wowee ZoweeetBrighten the Corners
Wowee Zowee persiste dans un registre expérimental et divers toujours sans concessions. L'album est enregistré à Memphis et publié le 11 avril 1995 ; il se caractérise par un mélange de styles musicaux incluant punk rock, country et ballade, en 18 morceaux. Sur le DVD Slow Century, Malkmus attribue ce mélange (qu'il qualifie bizarre) de singles à la marijuana, expliquant : « je fumais de l'herbe au moment où je pensais que ça pourrait être un succès. » Même si Malkmus considère l'album comme le Dernier classique de Pavement, Kannberg regrette la sortie de Wowee Zowee. « On a fait des erreurs sur cet album... on avait la pression et on a été trop vite. Je veux dire, j'aime bien cet album. C'est juste que si on avait eu six mois de plus, il aurait été différent. »
Puis en 1997, loin de l'immédiateté du précédent, le groupe s'oriente vers une approche plus méditative avec Brighten the Corners. Il est produit par Mitch Easter et est plus « conventionnel » que les précédents albums. Malkmus expliquera sur le DVD Slow Century que l'album voulait montrer au public que Pavement était plus catégorisé rock grand public que leurs anciens albums le laissaient croire. L'album comprend les singles Stereo et Shady Lane.

### Terror Twilightet séparation
En 1999, Pavement publie son dernier album, Terror twilight, produit par Nigel Godrich. Malheureusement le relatif succès commercial de cet album sera sans suite puisque Pavement tire sa révérence. Stephen Malkmus publie dès 2001 un premier album solo qui est dans la continuité de la défunte formation, accompagné à la batterie par John Moen, et Scott Kannberg formera Preston School of Industry.

### Retour

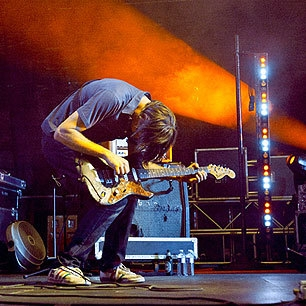
Pavement en 2010.

Le 15 septembre 2009, le Brooklyn Vegan rapporte une date de concert pour Pavement à Central Park de New York le 21 septembre 2010. Les officiels et leur label confirment cette réunion le 19 septembre 2009,. Les tickets pour le premier concert à Central Park se sont vendus en deux minutes menant ainsi à trois autres concerts.
Le groupe confirme plus tard son apparition à Auckland, en Nouvelle-Zélande, le 1er mars au Auckland Town Hall, avant de jouer en Australie puis au Royaume-Uni au All Tomorrow's Parties  de Minehead, à Somerset (14-16 mai) et à plusieurs concerts européens. Ils jouent aussi au Coachella Valley Music and Arts Festival en avril 2010, au Sasquatch! et au Primavera Sound en mai, au Toronto Island Concert en juin avec notamment Broken Social Scene et Band of Horses,, à l'Open'er Festival, au Roskilde Festival, Les Ardentes et le Pitchfork Music Festival en juillet.
Le groupe publie un best-of en mars 2010, intitulé Quarantine the Past: The Best of Pavement. Le 24 juin 2010, Pavement joue au Bob Hope Theatre de Stockton, leur tout premier concert à domicile. Le batteur Gary Young se joint au groupe pour un autre set, jouant trois morceaux issus de Slanted and Enchanted. Young se joint encore une fois au groupe la nuit suivante au Greek Theater de Berkeley. En septembre 2010, Pavement apparait aux Colbert Report et Late Night with Jimmy Fallon.
Les 1er et 2 octobre 2016, Stephen Malkmus et les Jicks jouent au 50e anniversaire des Spiral Stairs à The Chapel de San Francisco. La première nuit, Kannberg se joint à Malkmus et les Jicks sur scène pour quatre morceaux. Le 27 septembre 2017, Brooklyn Vegan révèle que Kannberg annonce la possibilité d'une réunion du groupe lors d'un entretien avec Italian Radio Cittá Del Capo.

## Influences
Le groupe ayant le plus inspiré Pavement est probablement les britanniques de The Fall et leur post-punk dont ils reprennent The Classical. Le groupe rock indépendant américain Sonic Youth,, et le Dunedin Sound (un mouvement indie-pop néo-zélandais) font également partie des influences notables.
Du côté des reprises, Pavement publie en 1997 Oddity, une chanson de The Clean, sur un album tribute à ce dernier et Stephen Malkmus publie un peu plus tard sa version de Death and the Maiden de The Verlaines. Le groupe a également repris The Killing Moon, une chanson du groupe Echo and the Bunnymen (une grande référence de Malkmus), ainsi qu'en concert, Sinister Purpose, une chanson de Creedence Clearwater Revival ou Expressway to Your Skull de Sonic Youth.
On retrouve également des éléments provenant des Pixies, de R.E.M., et du groupe Faust It's a Rainy Day Sunshine Girl.

## Discographie

### EP
- Slay Tracks (1933–1969) (1989)
- Demolition Plot J-7 (1990)
- Perfect Sound Forever (1991)
- Watery, Domestic (1992)
- Rattled by the Rush (1995)
- Pacific Trim (1996)
- Shady Lane (1997)
- Major Leagues (1999)
- Spit on a Stranger (1999)

### Singles
- Summer Babe (1992)
- Trigger Cut (1992)
- Cut Your Hair (1994)
- Haunt You Down (1994)
- Gold Soundz (1994)
- Range Life (1995)
- Dancing With The Elders (split single with the Medusa Cyclone) (1995)
- Father to a Sister of Thought (1995)
- Give It A Day (1996)
- Stereo (1997)
- Carrot Rope (1999)

### DVD
- Slow Century (2002)